# Tiphobiosis childi
Tiphobiosis childi là một loài Trichoptera trong họ Hydrobiosidae. Chúng phân bố ở miền Australasia.